# Запорожский сельский округ (Акмолинская область)
Запоро́жский сельский округ (каз. Запорожье ауылдық округі) ― административная единица в составе Жаксынского района Акмолинской области Республики Казахстан. Административный центр — село Запорожье.
С октября 2015 года акимом сельского округа является Абжанов Олжас Аманбаевич.

## История
По состоянию на 1989 год существовали: Запорожский сельсовет (сёла Запорожье и Новочудное) и Лозовский сельсовет (сёла Лозовое и Донское) в составе Кийминского района. Позже, Лозовский сельсовет вошёл в состав Запорожского.
Постановлением акимата Акмолинской области и решением Акмолинского областного маслихата от 16 октября 2009 года, было принято решение ликвидировать село Донское включив его в состав села Лозовое.
В 2011 году 10 июня было принято решение ликвидировать село Новочудное включив его в состав села Лозовое соответственно.

## Население
Согласно отчету акима округа за 2020 год, в Запорожском сельском округе проживало 2584 человек, в селе Запорожье 1 899, в селе Лозовое 685, дворов по округу — 708, в том числе в с. Запорожье — 505, в с. Лозовое — 203.
| Численность населения округа | Численность населения округа | Численность населения округа |
| 1989                         | 1999                         | 2009                         |
| ---------------------------- | ---------------------------- | ---------------------------- |
| 2 443                        | 3 266                        | 2 719                        |

## Состав
В нынешний момент в состав сельского округа входит 2 населённых пункта:
| Населённый пункт | Тип населённого пункта       | Население, человек (1989) | Население, человек (1999) | Население, человек (2009) |
| ---------------- | ---------------------------- | ------------------------- | ------------------------- | ------------------------- |
| Донское          | село (бывшее)                | 520                       | 349                       | 30                        |
| Запорожье        | административный центр, село | 2 126                     | 1 873                     | 1 887                     |
| Лозовое          | село                         | 822                       | 850                       | 739                       |
| Новочудное       | село (бывшее)                | 317                       | 194                       | 63                        |

## Промышленность
Основным видом деятельности на территории Запорожского сельского округа является растениеводство. На территории Запорожского сельского округа действует два ТОО: ТОО «Запорожье-Агро», ТОО «Тугел С», и 14 крестьянских хозяйств. В них работают 578 человек.
Животноводство округа выражено частным поголовьем и поголовьем ТОО «Тугел С». На сегодняшний день по ТОО «Тугел С» КРС составило 437 головы, лошадей 400 голов, овец — 320.

## Объекты округа

### Малый бизнес
На территории Запорожского сельского округа зарегистрировано 72 субъектов малого и среднего предпринимательства, в них трудоустроено 80 человек, в том числе 26 торговых точек.
На территории округа функционирует станция технического обслуживания, парикмахерская, кафе на 100 посадочных мест, банкетный зал на 300 посадочных мест, тойхана в селе Лозовое на 150 мест, домашняя кулинария, производится закуп мяса, функционирует швейный цех, массажный кабинет, цех по изготовлению пластиковых окон, столярные работы, кузовной цех, цех по покраске автомобилей, магазины авто и сельхоззапчастей, шиномонтажная мастерская, пункты приёма металлолома, на территории округа в двух селах действуют 2 убойные площадки. Ассенизаторские услугу, строительные работы, оказываются услуги сантехника, фотографа, сварщика. Действует стоматологический кабинет. Работают 3 аптеки.

### Объекты образования
В округе функционируют 2 средних школы в селе Запорожье, в селе Лозовое и детский сад «Айголек» в селе Запорожье. Всего учеников в школах 512.
В селе Запорожье при детском саде «Айголек» по программе «Балапан» работает мини-центр на 30 детей. При Лозовской средней школе работает мини-центр на 25 детей.

### Объекты здравоохранения
Медицинское обслуживание жители округа получают в Запорожской врачебной амбулатории и в медицинском пункте села Лозовое, в них работают 7 работников среднего звена. Медицинские учреждения сельского округа оснащены медицинской техникой и медикаментами первой необходимости. Имеется автотранспорт.

### Объекты культуры
На территории округа функционируют два Дома культуры. Всего по округу действует 7 клубных формирований: 3 танцевальные группы (Иоланта, Ритмик, Домисолька) и творческие кружки.

### Спортивные сооружения
Имеются два летних стадиона, 2 детские спортивные игровые площадки, хоккейный корт, спортивный комплекс.